# Heterochelus brincki
Heterochelus brincki är en skalbaggsart som beskrevs av Kulzer 1960. Heterochelus brincki ingår i släktet Heterochelus och familjen Melolonthidae. Inga underarter finns listade i Catalogue of Life.